# Marcjan Dąbrowski
Marcjan (Marcin) Dąbrowski herbu Pobóg (zm. pomiędzy 15 a 22 stycznia 1652 roku) – skarbnik wołyński w latach 1626–1652.
Był elektorem Władysława IV Wazy z województwa wołyńskiego w 1632 roku.